# Олександрівка (Старосинявська селищна громада)
Олекса́ндрівка — село в Україні, у Старосинявській селищній громаді Хмельницького району Хмельницької області. 

## Назва
Має народну назву: село Мазури, позаяк першопоселенцями на початку ХХ сторіччя тут були мазури (поляки), привезені поміщиком з-під міста Проскурів.

## Історія
Поселення засноване 1910 року.
7 (20) листопада 1917 року, відповідно до Третього Універсалу Української Центральної Ради, увійшло до складу Української Народної Республіки.
З 24 серпня 1991 року село входить до складу незалежної України.
12 червня 2020 року, відповідно до розпорядження Кабінету Міністрів України № 727-р «Про визначення адміністративних центрів та затвердження територій територіальних громад Хмельницької області», увійшло до складу Старосинявської селищної громади.
19 липня 2020 року, в результаті адміністративно-територіальної реформи та ліквідації Старосинявського району, село увійшло до складу новоутвореного Хмельницького району.

## Населення
За переписом населення 2001 року в селі мешкало 128 осіб.
За даними Державного реєстру виборців, станом на 31 грудня 2021 року, в селі зареєстрована 31 людина, але фактично, село вимерло — немає жодного мешканця.

### Мова
Розподіл населення за рідною мовою за даними перепису 2001 року:
| Мова       | Кількість | Відсоток |
| ---------- | --------- | -------- |
| польська   | 100       | 78.13%   |
| українська | 28        | 21.87%   |
| Усього     | 128       | 100%     |